# Neanthes oxypoda
Neanthes oxypoda är en ringmaskart som först beskrevs av Marenzeller 1879.  Neanthes oxypoda ingår i släktet Neanthes och familjen Nereididae. Inga underarter finns listade i Catalogue of Life.